# Nicola LeFanu
Nicola Frances LeFanu (* 28. April 1947 in Wickham Bishops, Essex) ist eine britische Komponistin.
Die Tochter der irischen Komponistin Elizabeth Maconchy studierte von 1965 bis 1968 am St Hilda’s College der Universität Oxford. Sie setzte ihre Ausbildung am Royal College of Music fort, wo sie 1970 mit einem Oboenquartett den Cobbett Price gewann. Ihr Ballett Rambert wurde 1972 mit dem Gulbenkian Dance Award ausgezeichnet. Ein Harkness-Stipendium 1973 ermöglichte ihr einen Studienaufenthalt an der Harvard University.
In den 1970er Jahren unterrichtete LeFanu an der St Paul's Girls' School und am Morley College, dessen Musiktheater sie leitete. Später war sie Lehrerin für Komposition am King’s College London, von 1994 bis 2008 Musikprofessorin an der University of York. Sie komponierte mehr als sechzig Werke, darunter
mehrere Opern, Instrumentalkonzerte und andere Orchesterwerke, Kammer- und Vokalmusik und Werke für Soloinstrumente.

## Werke
- Soliloquy für Oboe, 1966
- Preludio I für Orchester, 1967
- Variations für Oboe und Streichquartett, 1968
- Il Cantico Dei Cantici II für Sopran, 1968
- Chiaroscuro für Klavier, 1969
- But Stars Remaining für Sopran, 1970
- Christ Calls Man Home für zwei Sopranee und gemischten Chor, 1971
- Songs & Sketches für Kammerensemble, 1971
- Abstracts and a Frame für Violine und Klavier, 1971
- Omega für Orgel, 1972
- Rondeaux für Tenor und Horn, 1972
- Anti-World, Oper, 1972
- The Last Laugh, Ballett, 1972
- The Hidden Landscape für Orchester, 1973
- The Valleys Shall Sing für Chor und Bläserensemble, 1973
- Paysage für Bariton, 1973
- The Same Day Dawns für Sopran und Instrumentalensemble, 1974
- Columbia Falls für Orchester, 1975
- The Little Valleys für Chor, 1975
- Preludio II für Orchester, 1976
- Collana für Perkussion, Flöte, Klarinette, Violine, Cello und Kontrabass, 1976
- Dawnpath, Oper, 1977
- For We Are The Stars für 16 Solostimmen, 1978
- Verses From Psalm 90 für Sopran und Chor, 1978
- Deva für Cello und Kammerensemble, 1979
- Farne für Orchester, 1980
- Trio 1 für Flöte, Perkussion und Cello, 1980
- The Old Woman of Beare für Sopran und Kammerensemble, 1981
- Like a Wave of the Sea für gemischten Chor und historische Instrumente, 1981
- A Penny For A Song für Sopran und Klavier, 1981
- Variations for Piano and Orchestra, 1982
- SPNM Birthday Fanfare für zwei Trompeten, 1983
- Rory's Rounds für Chor und Melodieinstrumente, 1983
- Trio 2: Song for Peter für Sopran, Klarinette und Cello, 1983
- Stranded on my Heart für Tenor, gemischten Chor und Streicher, 1984
- I am Bread für Sopran und Klavier, 1984
- Moon Over Western Ridge, Mootwingee: Quartet for Saxophones, 1985
- Invisible Places für Klarinette und Streichquartett, 1986
- The Story of Mary O'Neill für Sopran und Chor, 1986
- Wind among the Pines: Five Images of Norfolk für Sopran und Orchester, 1987
- Lament für Oboe, Klarinette, Viola und Cello, 1988
- Lullaby für Klarinette und Klavier, 1988
- Nocturne für Cello und Klavier, 1988
- String Quartet I, 1988
- Concerto for Alto Saxophone and String Orchestra, 1989
- The Silver Strand für gemischten Chor, 1989
- Four Rounds From „The Green Children“ für Chor unisono, 1990
- The Green Children, Oper, 1990
- The Spirit Moves für gemischten Chor, 1992
- Blood Wedding, Oper, 1992
- Ervallagh für Altsaxophon, 1993
- Sundari and the Secret Message für Erzähler, Flöte, Sitar, Tabla, elektrisches Klavier und Cello, 1993
- Dawns Dove für Blockflöte, 1994
- La Cancion De La Luna für Countertenor und Streichquartett, 1994
- The Wildman, Oper, 1995
- Sextet für Flöte, Klarinette, Perkussion, Klavier, Violine und Cello, 1996
- String Quartet II, 1996
- Concertino for Clarinet and Strings, 1997
- On The Wind für Chor, 1997
- Duo Concertante für Violine, Viola und Orchester, 1999